# John D. Caputo
Pour les articles homonymes, voir Caputo.
John D. Caputo (né le 26 octobre 1940 à Philadelphie, en Pennsylvanie) est professeur d'humanités de la chaire Thomas J. Watson à l'Université de Syracuse et le fondateur du concept de théologie faible, en anglais Weak Theology.

## Travaux
John D. Caputo a développé le nouveau concept d'herméneutique déconstructive qu'il nomme lui-même herméneutique radicale. De même, il est l'auteur du concept de théologie faible dans lequel il inaugure une réflexion à partir de la faiblesse de Dieu. Pour Caputo, la conception d'un Dieu puissant physiquement ou même métaphysiquement est erronée : le vieux Dieu du pouvoir est balayé pour laisser paraître un Dieu mendiant, un Dieu en demande de l'homme. Contrairement à la théologie traditionnelle qui voit dans la crucifixion de Jésus en quelque sorte une retenue de Dieu qui pourrait faire violence et sauver son Fils, Caputo pense que sur la croix Dieu révèle la vérité profonde de son être qui est de renoncer à la violence et même à la force, ultime kénose du pseudo tout-puissant.
John D. Caputo a également un intérêt important pour l'approche de Jean-Luc Marion de la philosophie de la religion et du concept de religion sans religion de Jacques Derrida. Caputo a d'ailleurs consacré un livre à Jacques Derrida paru sous le titre anglais The prayers and Tears of Jacques Derrida (Les prières et les larmes de Jacques Derrida).